# DOING WONDERS
『DOING WONDERS』（ドゥーイング・ワンダース）は、1986年10月21日にリリースされた原田真二の9作目のスタジオ・アルバムである。

## 帯コピー

### アナログ盤
先鋭のモダンスタイルと、ハートウォームな感性が見事に溶け合った、真二のコンテンポラリー・ポップ・アルバム　

### 再発CD
よりメロディアスに、よりダンサブルに、時代の先端を極めたアルバム!!

## 解説
アルバムスタイルは、上記帯コピーの通り。ジャケットも前作のカラフルなものから一転してモノクロになっている。
近年の原田自身のライナーによると 「リズムセクションはがっちりダンサブルで、上の乗っかってる楽器達はアコースティックでメロディアスに…。僕のアレンジスタイルがこの時期から固まってきた」とのこと。
得意の琴のような音色をフィーチャーした曲 (M-6・M-8) も復活。
アルバムラストを飾るバラード「EVERY NIGHT」は、発売よりずっと以前からライブで演奏されていた曲で、先に山下久美子のアルバムにメロディーだけを提供 （「最後のドアーまで」 1985.1.21） し、ようやく本作でオリジナルバージョンが収録された。近年でも、アコースティック・ギターの弾き語りにより類度に演奏されている曲である。
CDとアナログ盤ではM-1・M-3・M-5で若干異なり、CDの方がロングバージョンとなっている。

## 収録曲
1. SEXUAL SELECTION (5:27)
2. 見つめてCARRY ON (4:33)※先行Single
3. DOING WONDERS (4:30)
4. 夏のDELAY (4:52)
5. 彼女にアンコール (4:33)
6. 悲しきジョーク (5:47)
7. 風をさがした午後 (5:38)
8. SLENDER GIRL (4:28)
9. EVERY NIGHT (5:36)

### writers
- ALL SONGS，COMOSED，ARRANGED BY SHINJI HARADA

## MUSICIANS
- PRODUCED， PERFORMED BY 原田真二
- ALL SYNTHESIZER ＆ COMPUTER PROGRAMMER： 深沢順

### Additional Musicians
- BASS： 有賀啓雄
- SAX： 矢口博康
- STRINGS： 金子飛鳥Team
- CHORUS： 原田真二／鈴木祥子／WORNELL JONES